# Едіт Ебботт
Едіт Ебботт (англ. Edith Abbott; 26 вересня 1876, Ґранд-Айленд — 28 липня 1957, Ґранд-Айленд) — американська соціальна працівниця, педагогиня, економістка, політична письменниця.

## Життєпис
Народилася 26 вересня 1876 року у Гранд Айленді, штат Небраска. Навчалася в університеті Небраски. Ступінь доктора філософії отримала в Чиказькому університеті в 1905 році. Продовжила навчання в Лондонській школі економіки і політичних наук під керівництвом соціологині, економістки та реформаторки Беатріс Вебб.

## Кар'єра
Викладала економічну теорію у Велеслі-коледжі. Разом з Брекенридж Софонісба з 1927 року видавала журнал «Social Service Review». Викладала в Чиказькій школі громадянства і благодійності. З 1924 по 1942 роки декан факультету управління соціальної служби Чиказького університету.

### Політична кар'єра
Спеціальна консультантка Гаррі Гопкінса, радниця Франкліна Рузвельта. Активно виступала за захист прав бідних, за вдосконалення програм соціальної допомоги.

## Основні твори
- «Жінки промисловості: дослідник американської економічної історії» (Women in industry; a study in American economic history, 1910)